# Аянис
 Тази статия е за селото в дем Пидна-Колиндрос.  За селото в дем Катерини, известно и като Аянис, вижте Като Агиос Йоанис.  
Аянис (на гръцки: Αγιάννης) е село в Егейска Македония, Гърция, дем Пидна-Колиндрос в административна област Централна Македония.

## География
Селото е разположено в северната част на Пиерийската равнина, на брега на Бяло море на два километра южно от Метони.

## История
Селото е регистрирано за пръв път в 1981 година.
| Година    | 1913 | 1920 | 1928 | 1940 | 1951 | 1961 | 1971 | 1981 | 1991 | 2001 | 2011 | 2021 |
| --------- | ---- | ---- | ---- | ---- | ---- | ---- | ---- | ---- | ---- | ---- | ---- | ---- |
| Население |      |      |      |      |      |      |      | 1    | 1    | 26   | 42   | 6    |